# Томский областной краеведческий музей
Томский областной краеведческий музей имени М. Б. Шатилова — крупнейшее учреждение культуры такого типа на территории Томской области — в фондовых собраниях хранится более 230 тысяч предметов.
В настоящее время в структурный состав учреждения, помимо головного музея, входят: архив, библиотека, реставрационные мастерские, планетарий, два музея на территории города Томска и пять на территории Томской области. Учредителем музея является Департамент по культуре и туризму администрации Томской области.
Исполняющий обязанности директора — Зоркальцева Светлана Ивановна.

## История

### История усадьбы

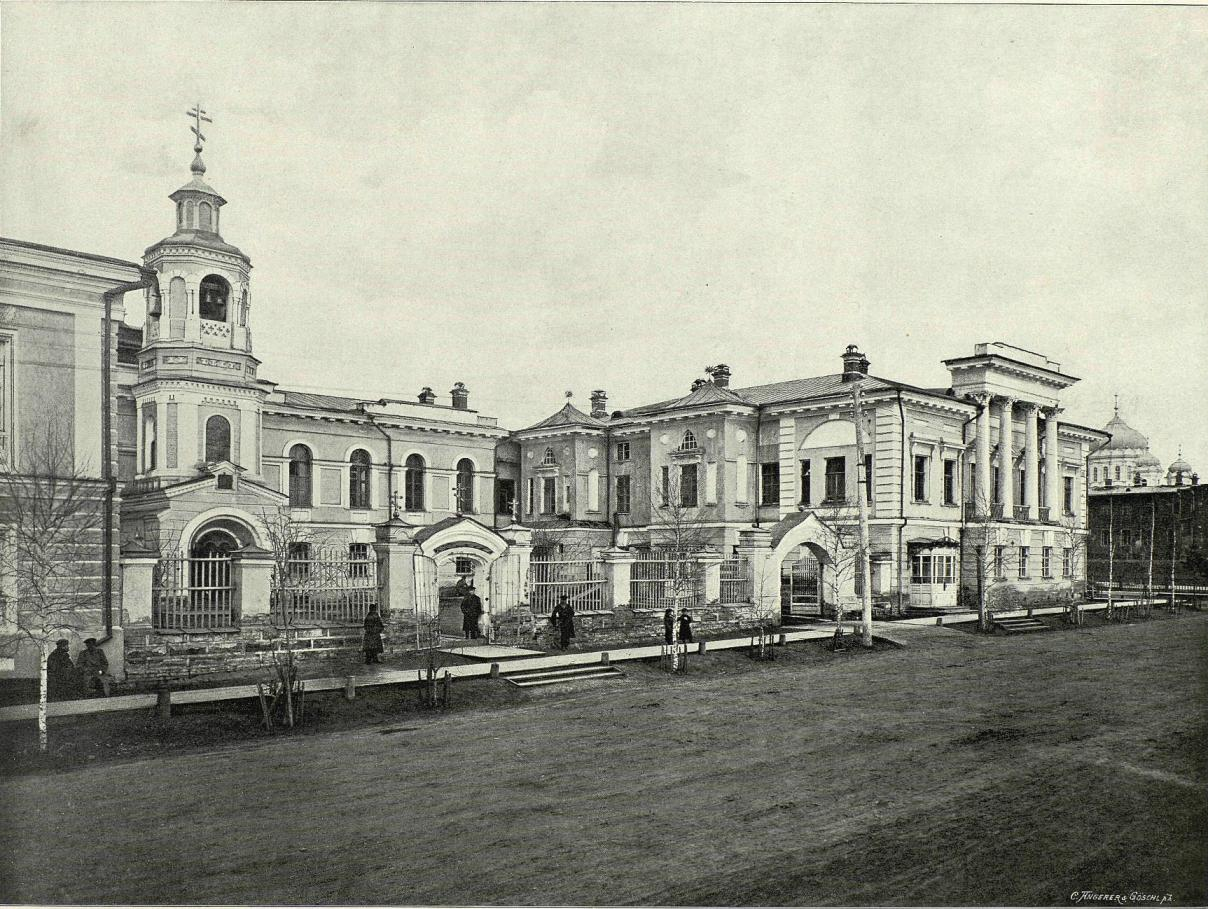
Архиерейский дом, начало XX века

В 1838 году золотопромышленник Иван Дмитриевич Асташев начал строительство двухэтажного каменного дома в новом престижном районе города «Юрточная гора». При проектировании особняка в стиле ампир были использованы рисунки образцовых фасадов, составленные в Санкт-Петербурге. В 1842 году строительные работы были завершены.
Уже после смерти Асташева, в 1878 году усадьба была продана Томскому духовному ведомству и стало использоваться как резиденция томских архиереев.
В 1920 году после падения в Томске колчаковского режима усадьба была национализирована, в доме разместили общежитие, служебные помещения Наробраза. Различные учреждения и частные квартиры сохранялись здесь, несмотря на открытие 18 марта 1922 первой экспозиции Краевого музея. Во время Великой Отечественной войны в здании музея разместились Тульское военно-техническое училище и Томский пединститут.
В состав комплекса входят следующие постройки:
- Дом в стиле ампир (1). Постройка 1838—1842 гг. Памятник архитектуры федерального значения;
- Дворовый флигель (2). Построен в 1840—1860-е гг.;
- Колокольня (2А). Построена в 1884—1886 гг., разрушена в конце 1920-х гг., в настоящее время восстановлена;
- Уличный флигель (3). Проект постройки утвержден в 1859 г.;
- Церковное здание (4): домовая церковь, комнаты братчиков Архиерейского дома, хозяйственные помещения. Построено в 1884—1886 гг. Перестроено в 1890—1891 гг.;
- Помещения дворовых служб (5, 8): конюшни, кладовые. 1840—1860-е гг.;
- Каменные кладовые (5А). Проект постройки утвержден в 1865 г.;
- Каменная баня (6, 7). Постройка 1840—1860-х гг.

### История музея

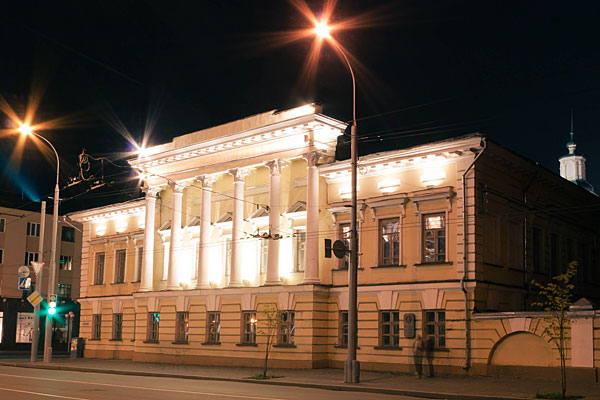
Главное здание Томского областного краеведческого музея, 2013 год

Днём рождения музея считается 18 марта 1922 года, когда в бывшем особняке крупнейшего томского золотопромышленника И. Д. Асташева была развернута первая экспозиция. Это событие явилось результатом работы созданной в декабре 1919 года в Томске секции по делам музеев и охране памятников искусства и старины Губернского отдела народного образования в составе известных томских учёных и деятелей культуры Б. Л. Богаевского, Б. П. Денике, В. Ф. Смолина, архитектора А. Л. Шиловского, студента Томского университета И. М. Мягкова, художников М. М. Берингова и А. Н. Тихомирова. Активное участие в создании музея принял выдающийся томский просветитель П. И. Макушин. Содействие в формировании коллекций оказали фонды Третьяковской галереи, Румянцевского музея и Государственного музея фарфора.
В октябре 1922 года музей стал именоваться «Томский краевой музей». С 1940 по 1946 год музей назывался Томский городской краеведческий; с 1946 года — Томский областной краеведческий музей.
В сентябре 1922 года музей возглавил и руководил им до апреля 1933 года М. Б. Шатилов.
В условиях военного времени в августе 1941 года музей был закрыт, его помещения переданы под размещение эвакуированных в Томск военных училищ (Белоцерковское военное пехотное и Тульское оружейно-техническое). Возобновление музейной деятельности произошло только в 1944 году.
В 1950-е годы в музейную коллекцию поступают материалы, связанные с жизнью сибирского исследователя и общественно-политического деятеля Г. Н. Потанина.
В 1979—1983 годах на основе коллекций Музея создается Томский областной художественный музей.
В 1980—1982 годах в одном из выставочных залов Музея установлен орган и устроен концертный зал.
С июля 1985 года по октябрь 1997 года Музей был закрыт на ремонт в связи с аварийным состоянием основного здания музея.

### История музея XXI век
В 2005 году завершилась реставрация зданий усадьбы И. Д. Асташева. В обновлённых залах разместились периодически сменяемые выставки, получившие признание зрителей.
Однако постоянная экспозиция так и не открылась, хотя её проект был уже готов. И не поставлена до сих пор — на это не были выделены средства.
Другая острая проблема, ставшая труднопреодолимым препятствием на пути развития музея — вопиющая теснота, недостаток помещений для приёма зрителей и более полновесного представления музейных коллекций.
Тем не менее, выставочная деятельность в настоящее время представляет собой основное направление работы музея. Она характеризуется насыщенной и разнообразной программой, включающей различные категории экспозиций: как долговременные, так и быстро сменяемые, стационарные и передвижные, а также виртуальные и выставки одного предмета. Гастрольные маршруты Томского областного краеведческого музея охватывают не только территорию Томской области, но и музеев в других регионах Сибири.
В выставочную практику постепенно интегрируются новые технологии, такие как информационные киоски, мультимедийные решения, QR-коды, виртуальные 3D-панорамы выставок и видеогиды для лиц с нарушениями слуха. Также внедряются новые подходы в фондовую деятельность: с 2013 года функционирует система КАМИС, осуществляется пополнение Госкаталога и цифровизация фондов. В 2018 году начались онлайн-продажи билетов на посещение музея.
С 2007 года в ТОКМ проводится акция «Ночь в музее». Ноябрьская «Ночь искусств» (с 2013 года) и январское «Святочное Новогодье» (с 2014 года) также стали частью музейных традиций.
Музей активно развивает молодёжное направление. Программа «Музейный завтрак. Пища для ума» проводится совместно с томским кафе и направлена на знакомство посетителей в неформальной обстановке с историей и актуальной культурой Томска и Сибири. Программа пользуется большим спросом у молодежи и студентов. Специально для молодой аудитории разрабатываются программы и лекции с сотрудниками музея и приглашенными специалистами.
Мероприятия проходят как в залах музея, так и в Музейном саду. Часто акции в саду организуются совместно с различными музыкальными, театральными и художественными коллективами города, включая августовские концерты Томской филармонии под открытым небом, джазовые фестивали и другие культурные события.
В 2010 году музею было присвоено имя одного из его основателей — Михаила Бонифатьевича Шатилова.
В 2019 году, согласно Постановлению Законодательной Думы Томской области, музей получил статус Центрального музея Томской области. Это явилось итогом многолетней методической работы ТОКМ, которая стремится включить в свой круг музейщиков разных учреждений: с 2010 года регулярно проводятся курсы повышения квалификации музейных работников, приезжающих из разных мест Сибири; с 2020 года курсы проводятся в дистанционном формате. Более 10 лет при ТОКМ действует методический семинар, двери которого открыты для всех коллег. Подспорьем для них также являются еженедельные информационные рассылки, посвященные обзорам музейной, культурной жизни региона и страны. Сотрудники ТОКМ являются авторами ряда методических пособий, выступают с лекциями по музееведческой проблематике на различных площадках города, области и за её пределами.

## Фондовые собрания

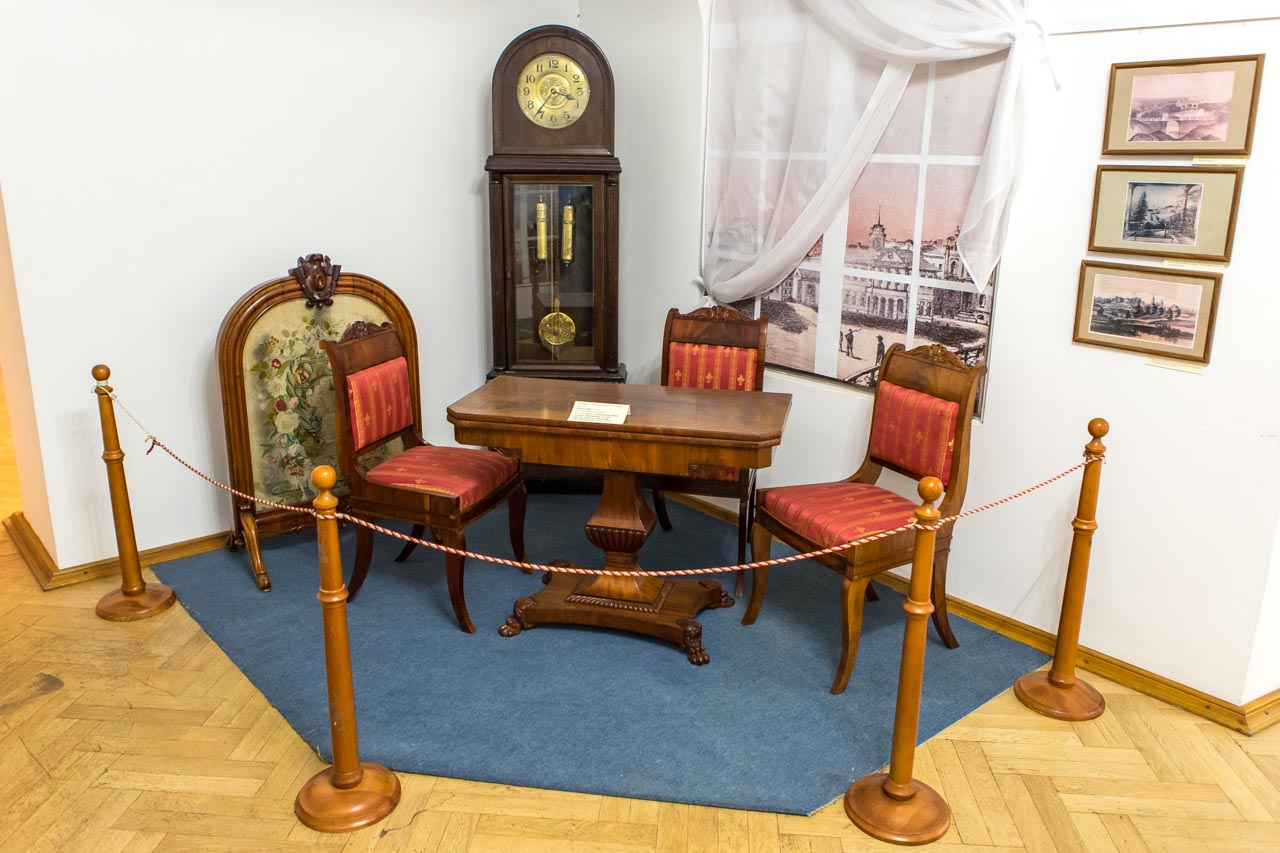
Фрагмент выставки «Золотая лихорадка», 2013 г.

На 01.01.2019 музейные фонды насчитывают 228 856 единиц основного и 41 547 единиц вспомогательного фонда:
- Письменные источники. В настоящее время предметы сгруппированы по нескольким разделам: книжный фонд (8980 ед.), фонд документов (20698 ед.), периодика (6148 ед.) и картографические материалы (415 ед.)[7];
- Оружие. В настоящее время фонд насчитывает 129 единиц хранения, сюда включены предметы из структурных подразделений (Колпашевского и Асиновского краеведческих музеев, Нарымского музея политической ссылки), которые хранятся в головном музее[8];
- Нумизматика. Более 7 тысяч предметов[9];
- Естественно-научная коллекция представлена разделами: зоология, палеонтология (около 500 предметов)[10], ботаника, геология[11];
- Изобразительные источники. На сегодняшний день фонд изобразительных источников включает в себя более 5 тысяч работ, выполненных в технике живописи, графики, литографии, гравюры[12]; Самовар в форме шара на выставке «Великий чайный путь», 2013 г.

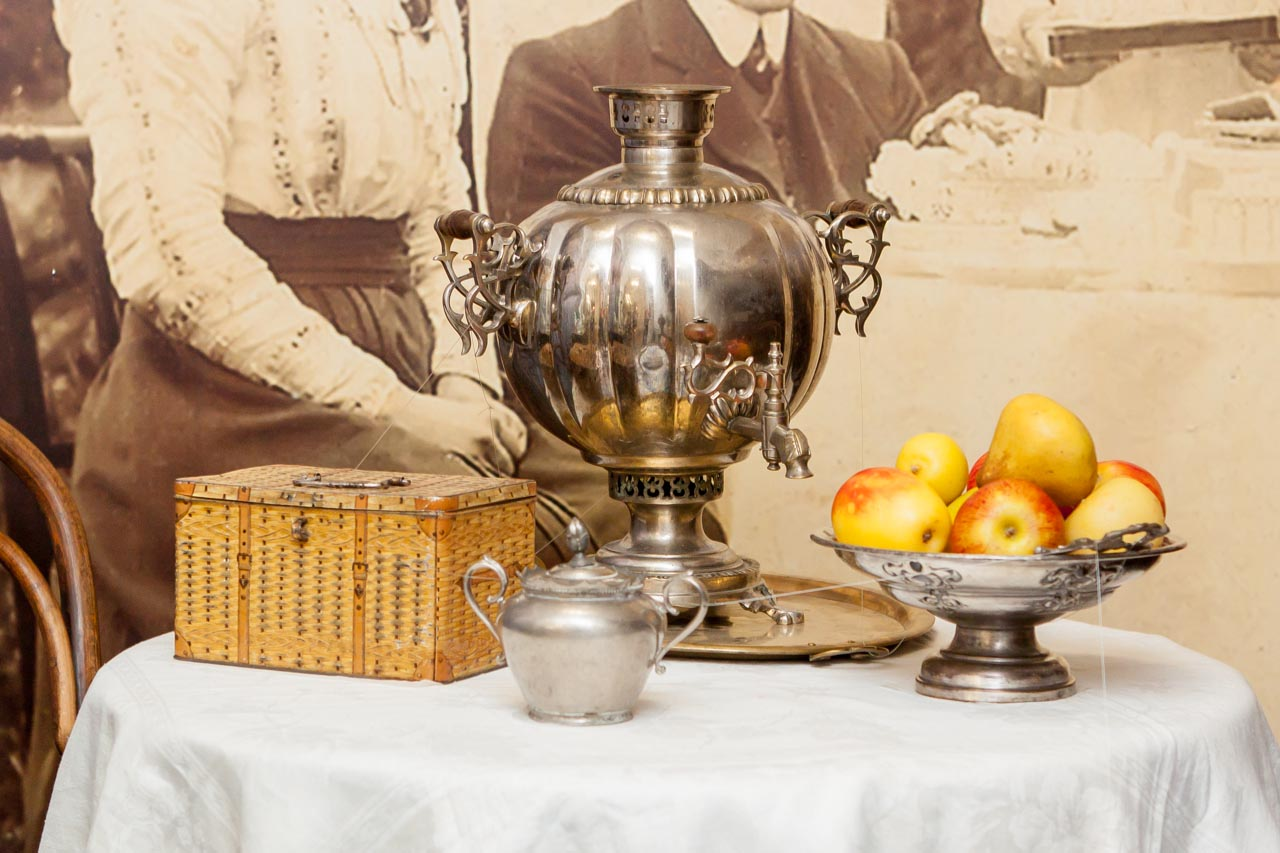
Самовар в форме шара на выставке «Великий чайный путь», 2013 г.

- Восточная коллекция насчитывает более 1500 предметов. Собрание включает в себя культовую скульптуру Азии, буддийские иконы-танка, ритуальные и бытовые предметы (элементы одежды, украшения, посуду и пр.), предметы декоративно-прикладного искусства и фотографическое собрание — из Китая, Монголии, Тибета, Непала, Японии, Бурятии и Тывы[13];
- Археологический фонд музея — самый большой, насчитывает более 100 тыс. единиц хранения и хронологически охватывает время от эпохи палеолита до наших дней[14];
- Этнография народов Сибири. Музей хранит более 11 тыс. предметов, отражающих быт и культуру не только коренных народов Среднего Приобья — татар, селькупов, хантов, но также шорцев, алтайцев, саха, тувинцев, узбеков, украинцев, белорусов, чувашей и др.[15];
- Фотофонд. В фонде музея хранится более 18 тыс. фотографий, датируемых концом XIX в. по сегодняшний день[16];
- Дерево, береста, картон;
- Металл, пластмасса, резина; Фрагмент выставки «Гроза 1812 года», 2013 г.

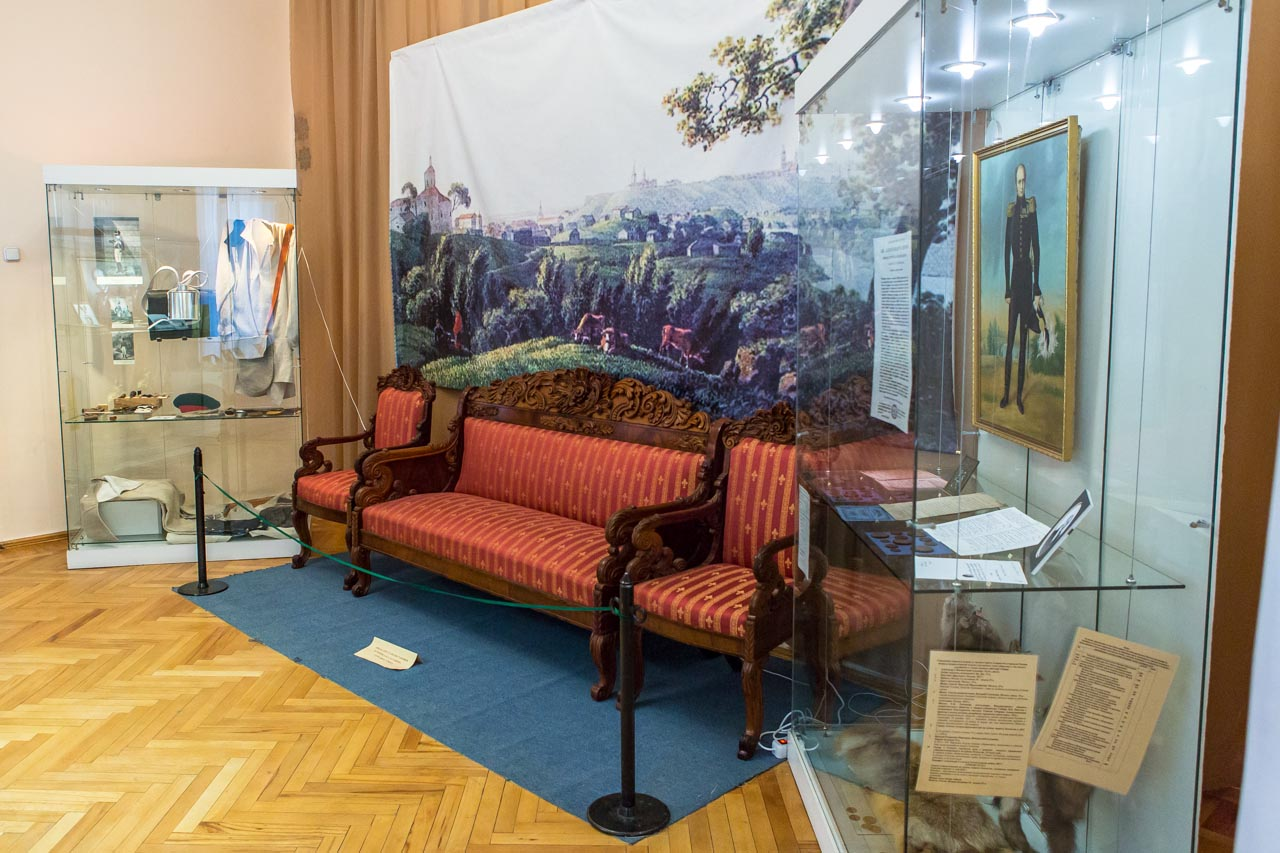
Фрагмент выставки «Гроза 1812 года», 2013 г.

- Керамика, стекло. Фонд керамических изделий насчитывает около 1,5 тыс. предметов. Собрание стекла — около 300 предметов[17];
- Коллекция ткани, кожи, кости небольшая по объёму (2000 пр.)[18];
- Мебель;
- Скульптура. Число предметов на конец 2016 года составил 77 единиц хранения основного и 113 ед. хр. научно-вспомогательного фонда[19];
- Личные коллекции.

## Филиалы и отделы[20]
Томский областной краеведческий музей остаётся центром разветвлённого музейного объединения. Оно в настоящее время включает восемь удалённых отделов.
Три действуют в Томске:
- Мемориальный музей «Следственная тюрьма НКВД»[21] (с 1989 года);
- Томский планетарий (открыт в 1950 году, в составе объединения — с 1999 году);
- Музей начала наук «Точка гравитации» (открыт в 2017 году).

Ещё пять отделов расположены в других местностях Томской области:
- Асиновский краеведческий музей (в городе Асино, с 1985 года, в составе объединения — с 1989 года);
- Колпашевский краеведческий музей (создан в 1929 году в селе Парабель, переведён в город Колпашево в 1936 году, стал филиалом Томского областного краеведческого музея в 1963 году);
- Нарымский музей политической ссылки (селе Нарым; создан в 1938 году как Музей И. В. Сталина, в музейном объединении с 1963 года);
- Музей кулайской культуры (селе Подгорное Чаинского района; с 1987 года в статусе краеведческого, с 1990 года в музейном объединении, с 2018 года перепрофилирован в Музей кулайской культуры).
- Музей казачьей культуры «Братина» (село Кривошеино; с 2014 года, в составе объединения с 2021 года).